# Palmarès della Corporación Deportiva Club Atlético Nacional
La Club Atlético Nacional S. A., meglio nota come Atlético Nacional de Medellín o semplicemente come Atlético Nacional, è una società calcistica colombiana con sede nella città di Medellín. Insieme a Millonarios e Santa Fe è uno dei tre club che hanno disputato ogni edizione della massima divisione colombiana.
È storicamente uno dei migliori club calcistici colombiani. Nella sua bacheca figurano 16 titoli nazionali, 4 titoli di Súper Liga e 5 Coppe di Colombia, che ne fanno il club colombiano più titolato, e 2 Coppe Libertadores, vinte nel 1989 grazie ad una squadra composta da soli calciatori colombiani (da cui il soprannome Puros Criollos), prima compagine colombiana a riuscire nell'impresa, e nel 2016. In ambito internazionale il club ha vinto anche 1 Recopa Sudamericana, 2 Coppe Merconorte e 2 Coppe Interamericane, per un totale di 7 trofei internazionali.

## Competizioni nazionali
- Campionato colombiano: 16

1954, 1973, 1976, 1981, 1991, 1994, 1999, 2005, 2007-I, 2007-II, 2011-I, 2013-I, 2013-II, 2014-I, 2015-II, 2017-I
- Copa Colombia: 6

2012, 2013, 2016, 2018, 2021, 2023
- Súper Liga: 4

2012, 2016, 2023, 2025

## Competizioni internazionali
- Coppa Libertadores: 2

1989, 2016
- Coppa Merconorte: 2

1998, 2000
- Coppa Interamericana: 2

1989, 1995
- Recopa Sudamericana: 1

2017

## Altri piazzamenti
- Campionato colombiano:

Secondo posto: 1955, 1965, 1988, 1990, 2002-I, 2004-I, 2004-II, 2018-I, 2023-I
Terzo posto: Finalización 1971, Finalización 1972, Apertura 1973, Finalización 1974, Apertura 1981, 1983, 1992, 1993, 1995
- Copa Colombia:

Finalista: 2018
Semifinalista: 2009, 2011
- Súper Liga:

Finalista: 2014, 2015, 2018
- Coppa Libertadores:

Finalista: 1995
Semifinalista: 1990, 1991
- Coppa Sudamericana:

Finalista: 2002, 2014, 2016
Semifinalista: 2003
- Recopa Sudamericana:

Finalista: 1990
- Supercoppa Sudamericana:

Semifinalista: 1993, 1997
- Coppa Intercontinentale:

Finalista: 1989
- Coppa del mondo per club FIFA:

Terzo posto: 2016